# Генеральное соглашение по тарифам и торговле
Генеральное соглашение по тарифам и торговле (англ. General Agreement on Tariffs and Trade, GATT, ГАТТ) — международное соглашение, заключенное в 1947 году с целью восстановления экономики после Второй мировой войны, которое на протяжении почти 50 лет фактически выполняло функции международной организации (ныне — Всемирная торговая организация).
Основная цель ГАТТ — снижение барьеров в международной торговле. Это было достигнуто снижением тарифных барьеров, количественными ограничениями (импортная квота) и субсидиями торговли через различные дополнительные соглашения.
ГАТТ — соглашение, а не организация. Изначально ГАТТ предполагалось преобразовать в полноценную международную организацию, такую как Всемирный банк или Мировая торговая организация (МТО). Однако соглашение не было ратифицировано и осталось лишь соглашением. Функции ГАТТ были переданы Всемирной торговой организации, основанной последним раундом переговоров по ГАТТ в начале 1990-х.
Историю ГАТТ принято упрощённо делить на три фазы — первая, с 1947 года до Торквейского раунда (фокусировалась на том, какие именно товары подлежат регулированию и замораживании существующих тарифов); вторая, с 1959 по 1979 года, включала три раунда (снижение тарифов, вопросы по нетарифному регулированию внешней торговли) и третья, Уругвайский раунд с 1986 по 1994 года (расширение ГАТТ до таких новых областей, как интеллектуальная собственность, услуги, капитал и сельское хозяйство; зарождение ВТО).

## ГАТТ «Кеннеди» 1964—1967
Шестой раунд переговоров в рамках ГАТТ, названный в честь президента США Дж. Кеннеди, проходил с мая 1964 по 30 июня 1967 года.
В результате переговоров были сделаны тарифные уступки объемом примерно 40 млрд долларов США, в том числе уступки США по импорту в размере 8,5 млрд долларов и ответные уступки других стран по экспорту в США на ту же сумму.
Среднее снижение тарифов на готовые изделия для четырёх крупнейших участников — США, членов Европейского экономического сообщества (Общий рынок), Великобритании и Японии — составляло примерно 35 %. США снижали тарифы в течение пяти лет с 1968 года.

## ГАТТ 1973—1979
Токийский раунд, который проходил с 1973 по 1979 г., коснулся не только проблем тарифов, но также сельскохозяйственных проблем. Число товаров, находящихся под защитой высоких таможенных пошлин, было значительно сокращено. Таможенные пошлины были отменены в области гражданской авиации.
Кроме того, главные промышленно развитые страны согласились на общее сокращение своих таможенных пошлин на 25-30 %. Оно осуществлялось с 1980 по 1988 г. поэтапно. Внешний европейский тариф снизился в среднем с 9,8 до 7,5 %, японский тариф сократился с 7,9 до 5,5 %, американский тариф снизился с 7,9 до 5,6 %. Сокращение тарифов было отложено для секторов, находящихся в состоянии кризиса и т. д.
Особое внимание было уделено текстильной промышленности. Этот сектор издавна является источником сложностей в международных отношениях: исчезновение старых отраслей в развитых странах поставило бы массу сложных социальных проблем, так как для развивающихся стран это практически единственная конкурентоспособная на мировом рынке отрасль. Соглашения по торговле текстилем несколько нарушили общий дух ГАТТ и стали квотировать импорт, а затем стали ещё более ограничительными по причине углубления кризиса текстильной промышленности в промышленно развитых странах, связанного с замедлением развития мировой экономики.
Токийский раунд не позволил значительно продвинуться в сторону либерализации торговли сельскохозяйственными товарами. Именно тогда между Европейским сообществом и Соединенными Штатами завязался диалог по этому трудному вопросу, по сей день являющемуся одним из острейших.
Было проведено углублённое исследование нетарифных препятствий торговле и разработаны пять кодексов добросовестной конкуренции. Они касаются методов оценки на таможне, информации о лицензиях на импорт, унификации технических норм, государственных закупок, субсидий и ответных мер.
В области экспортных кредитов промышленно развитые страны пришли к соглашению в 70-х гг. Экспортные кредиты стали чрезвычайно популярны в 60-х гг. Льготный процент превращал их в орудие прямой помощи экспорту. Договор определил точные пределы как объёма (85 % цены), так и продолжительности (10 лет) экспортных кредитов, которые могут быть предоставлены в случае заказа. Он установил нижнюю границу процентных ставок, одинаковую для всех стран-экспортеров, зависящую от уровня развития страны-клиента и от продолжительности кредита.
В целом токийский раунд подтвердил общую тенденцию либерализации международной торговли. Однако снижение тарифов было невелико в абсолютном выражении, а в кодексах по нетарифным ограничениям были зафиксированы лишь общие довольно расплывчатые правила.

## Уругвайский раунд 1986—1994
Уругвайский раунд переговоров начался 15 сентября 1986 года в Пунта-дель-Эсте (Уругвай) и длился восемь лет. В результате Уругвайского раунда были приняты «Соглашение об учреждении Всемирной торговой организации (ВТО)» и приложения к этому документу, в том числе соглашения, договорённости и другие документы, охватывающие сферы торговли товарами, услугами и вопросы торговых аспектов прав интеллектуальной собственности. Созданный единый пакет договорённостей должен быть принят в полном объёме любой страной, которая намерена стать членом Всемирной торговой организации.
«Соглашение об учреждении Всемирной торговой организации» определило таможенную стоимость как цену, фактически уплаченную или подлежащую уплате за товары при их продаже с целью экспорта в страну импорта, скорректированную с учётом установленных, дополнительных начислений к этой цене.
В тексте ГАТТ (ч.2 ст. VII) определено: «Оценка ввезенного товара для таможенных целей должна быть основана на действительной стоимости ввезенного товара, который облагается пошлиной, или аналогичного товара и не должна основываться на стоимости товара отечественного происхождения или на произвольных или фиктивных оценках». В этой же статье (ч. 5) закреплены принципы гласности и стабильности правил определения таможенной стоимости, реализация на практике которых позволяет «определить с разумной степенью точности стоимость товаров для таможенных целей».

## ГАТТ и Всемирная торговая организация
Идея создания международной организации, призванной регулировать международную торговлю, возникла ещё до окончания Второй мировой войны. В основном усилиями США и Великобритании в 1944 году на конференции в Бреттон Вуде были основаны Международный валютный фонд и Международный банк реконструкции и развития. Третьей опорой нового экономического порядка наряду с упомянутыми организациями предполагалось создание Международной торговой организации (МТО). Для этого в 1946 году в Гаване была созвана международная конференция по торговле и занятости, которая и должна была выработать материально-правовые рамки международного соглашения о снижении тарифов, предложить заинтересованным странам устав этой организации, взять на себя координирующую роль в вопросах упрощения внешней торговли и снижения таможенного бремени на пути товаров из страны в страну. Уже в октябре 1947 года было подписано Генеральное соглашение о тарифах и торговле (ГАТТ), которое первоначально рассматривалось лишь как часть всеобъемлющего соглашения в рамках новой международной торговой организации. Это соглашение, рассматриваемое как временное, вступило в силу 1 января 1948 года.
СССР не был приглашён к участию в Гаванской конференции, так как отказался быть участником МВФ и МБРР. Советское правительство опасалось того, что большое влияние, которое имели США в этих организациях, и начало противостояния между идеологическими блоками (Холодная война) не позволят в должной степени учитывать интересы СССР в рамках этих организаций.
Конгресс США, однако, неожиданно отказался от ратификации Устава МТО, несмотря на то что Соединённые Штаты были главной движущей силой организации МТО, и ГАТТ, первоначально временное соглашение, продолжало действовать без всякой организационной структуры, которой должна была стать МТО.
В последующие годы ГАТТ, хотя и в урезанном от первоначально задуманного виде, оказался достаточно эффективной системой, в рамках которой средняя таможенная пошлина снизилась с 40 % к моменту подписания соглашения в середине сороковых годов до 4 % в середине девяностых. С целью снижения прямых таможенных пошлин и скрытых, так называемых нетарифных, ограничений на ввоз продукции из-за рубежа в рамках ГАТТ регулярно проводились раунды переговоров между странами-участницами.
Так называемый Уругвайский раунд переговоров, длившийся с 1986 по 1994 год, был наиболее успешным. В результате долгих переговоров в 1994 году в Марракеше было подписано соглашение о создании ВТО, вступившее в силу 1 января 1995 года. Страны-участницы достигли согласия о том, что в рамках этой организации будет не только регулироваться торговля товарами (что являлось предметом ГАТТ уже с 1948 года), но и в связи со все возрастающей ролью услуг в постиндустриальном обществе и их растущей долей в мировой торговле (на начало XXI века — около 20 %) принято Генеральное соглашение о торговле услугами (GATS), регулирующее эту область внешней торговли. Также в рамках Марракешского соглашения было принято Соглашение по торговым аспектам прав интеллектуальной собственности (TRIPs), регулирующее торговые вопросы прав на результаты интеллектуальной деятельности и являющееся неотъемлемой частью правового фундамента ВТО.
Таким образом, спустя почти 50 лет после неудачных попыток создания международной организации и существования временной конструкции ГАТТ, регулирующей вопросы внешней торговли, с 1 января 1995 года ВТО приступила к работе.

## Раунды ГАТТ
1. Женевский раунд (1947): 23 страны. ГАТТ вступил в силу.
2. Аннесинский раунд (1949): 13 стран.
3. Торквейский раунд (1950): 34 страны.
4. Женевский раунд (1956): 22 страны. Снижение тарифов. Выработка стратегии по отношению к развивающимся странам, улучшение их позиций как членов соглашения.
5. Раунд Диллона (1960—1961): 45 стран. Дальнейшее снижение тарифов.
6. Раунд Кеннеди (1964—1967): 48 стран. Дальнейшее снижение тарифов, впервые на повсеместной основе, а не по конкретным товарам. Анти-демпинговое соглашение (в США отвергнуто Конгрессом)
7. Токийский раунд (1973—1979): 99 стран. Снижение нетарифных торговых барьеров. Снижение тарифов на промышленные товары. Расширение системы ГАТТ.
8. Уругвайский раунд (1986—1994): 125 стран. Создание ВТО как замена ГАТТ, см. Всемирная торговая организация.
9. Дохийский раунд: см. Всемирная торговая организация.